# 1,2-二氟乙烷
1,2-二氟乙烷是一种氢氟烃，每个碳原子都连接着一个氟原子，示性式CH2FCH2F。它是1,1-二氟乙烷的异构体。它的HFC名称是HFC-152，没有字母后缀。当冷却到低温时，它可以具有不同的构象，顺式和反式结构。在液态时，1,2-二氟乙烷的两种异构体的数量相等，容易相互转化。在气态时的1,2-二氟乙烷分子通常为顺式结构。
它的编号HFC-152的意思如下：2代表有两个氟原子，5代表5-1，也就是四个氢原子，而1则代表1+1，也就是两个碳原子。

## 形成
乙烯会和氟气进行爆炸性反应，形成1,2-二氟乙烷和氟乙烯的混合物。当被近红外线照射时，乙烯会和氟固体反应，生成1,2-二氟乙烷。

## 反应
CH2FCH2F在光照下和氯气反应。反应会形成两种物质—CH2FCCl2F和CHClFCHClF。这两种化合物的比例取决于溶剂。

## 用处
1,2-二氟乙烷的用处
1,2-二氟乙烷主要用于制冷剂（39%）。它的其它用途还有发泡剂（17%）、溶剂（14%）、制作含氟聚合物（14%）、消毒气体（2%）、气溶胶推进剂（2%）、食物冷冻剂（1%）、其它用处（8%）和出口（3%）。

## 危险性
1,2-二氟乙烷在摄入时或直接和人体接触时有害。 氟利昂的密度是空气的4至5倍，所以它倾向于向低处流，大大增加了摄入的几率。1,2-二氟乙烷通过多种方法对人体造成毒性。首先，它的密度很高，会替换掉肺部的氧气，导致窒息。此外，吸入的1,2-二氟乙烷会使心肌对儿茶酚胺变得更加敏感，从而导致致命的心律失常。 
当被大鼠吸入时，1,2-二氟乙烷被细胞色素P450转化为氟乙酸盐，然后被转化为氟柠檬酸盐，这两种物质都有毒。大气中100 ppm的1,2-二氟乙烷足以在30分钟内使大鼠中毒并在4小时内杀死它们。1,2-二氟乙烷对人体的毒性和上述的类似。

## 控制
1,2-二氟乙烷是一种温室气体。它的全球暖化潜势相当于二氧化碳的140倍。因此，它可能受到政府法规的控制。澳大利亚政府将1,2-二氟乙烷分类为人工合成的温室气体。 